# هولبورن
هولبورن، هي منطقة في حي كامدن في مدينة وستمنستر في لندن. توصف المنطقة أحيانًا بأنها جزء من ويست إند في لندن. 

## معرض صور

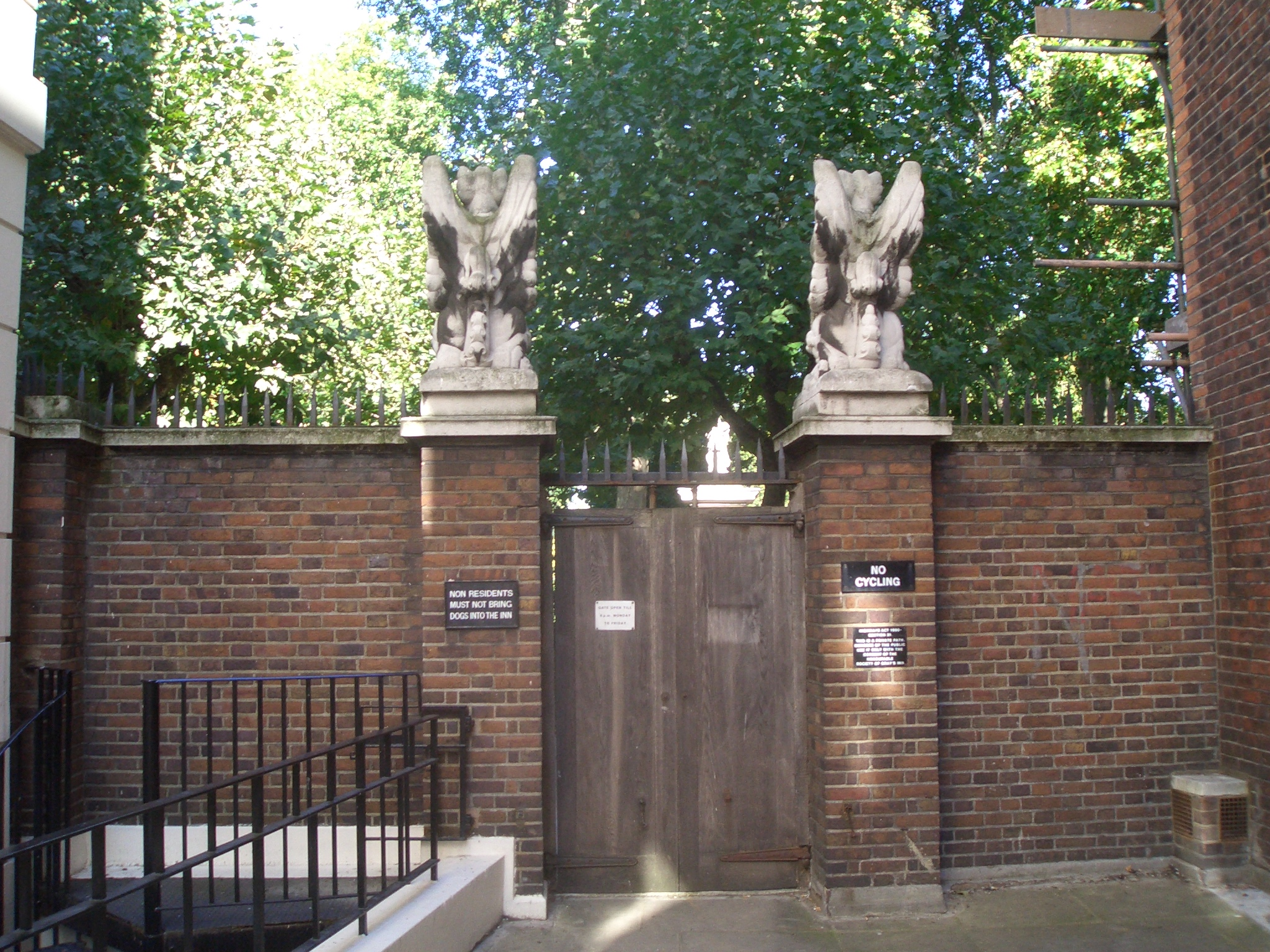
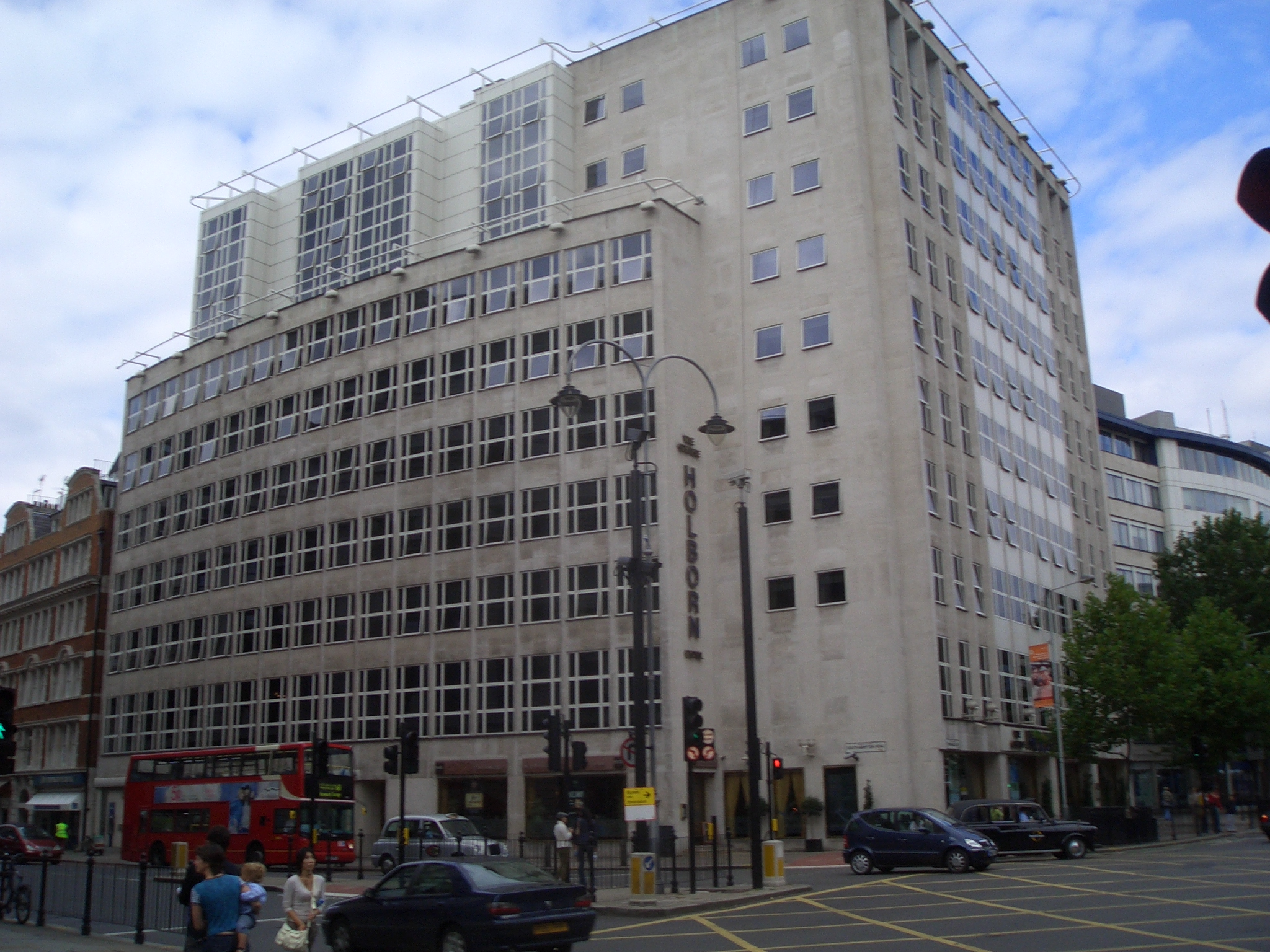
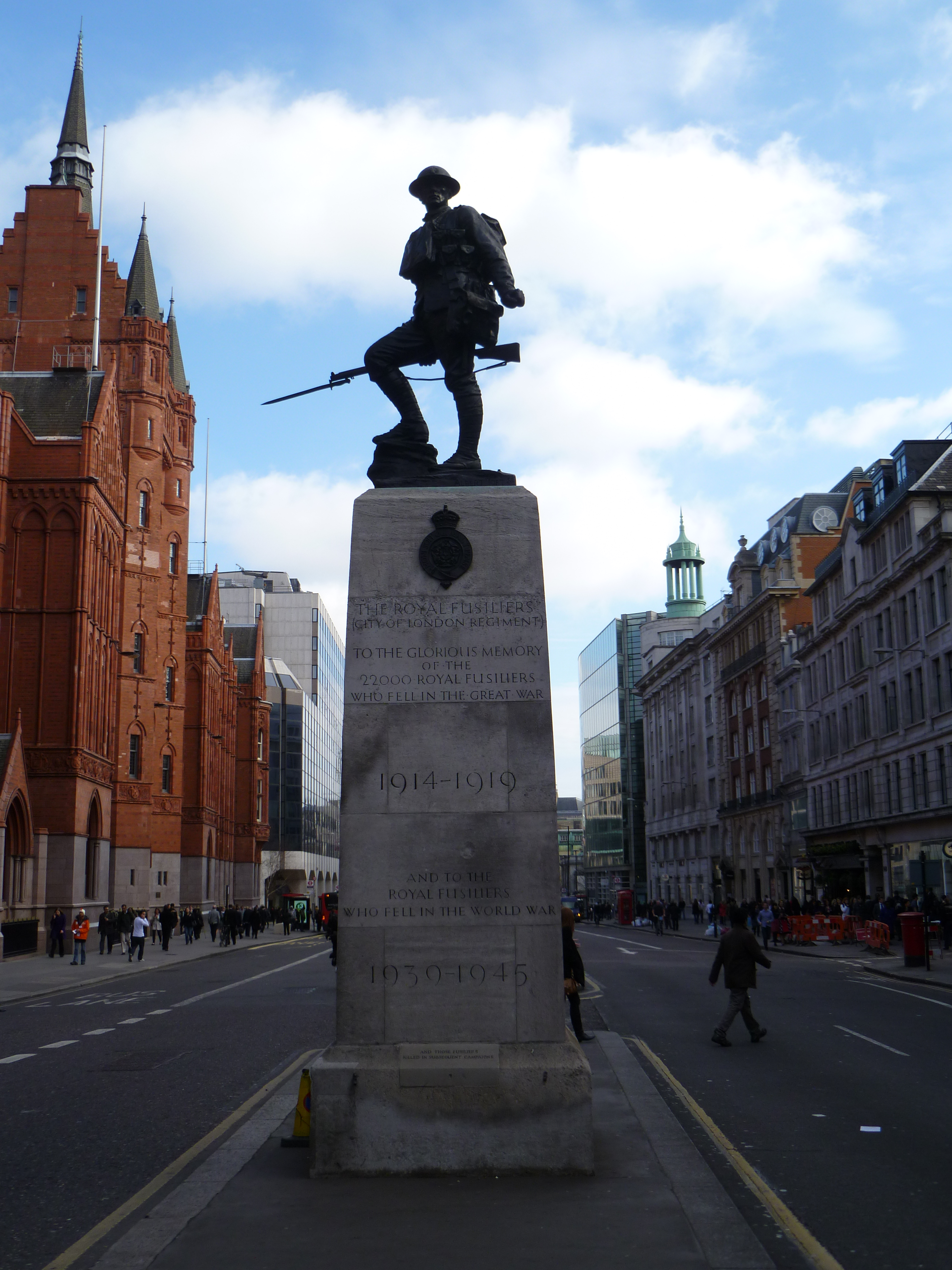
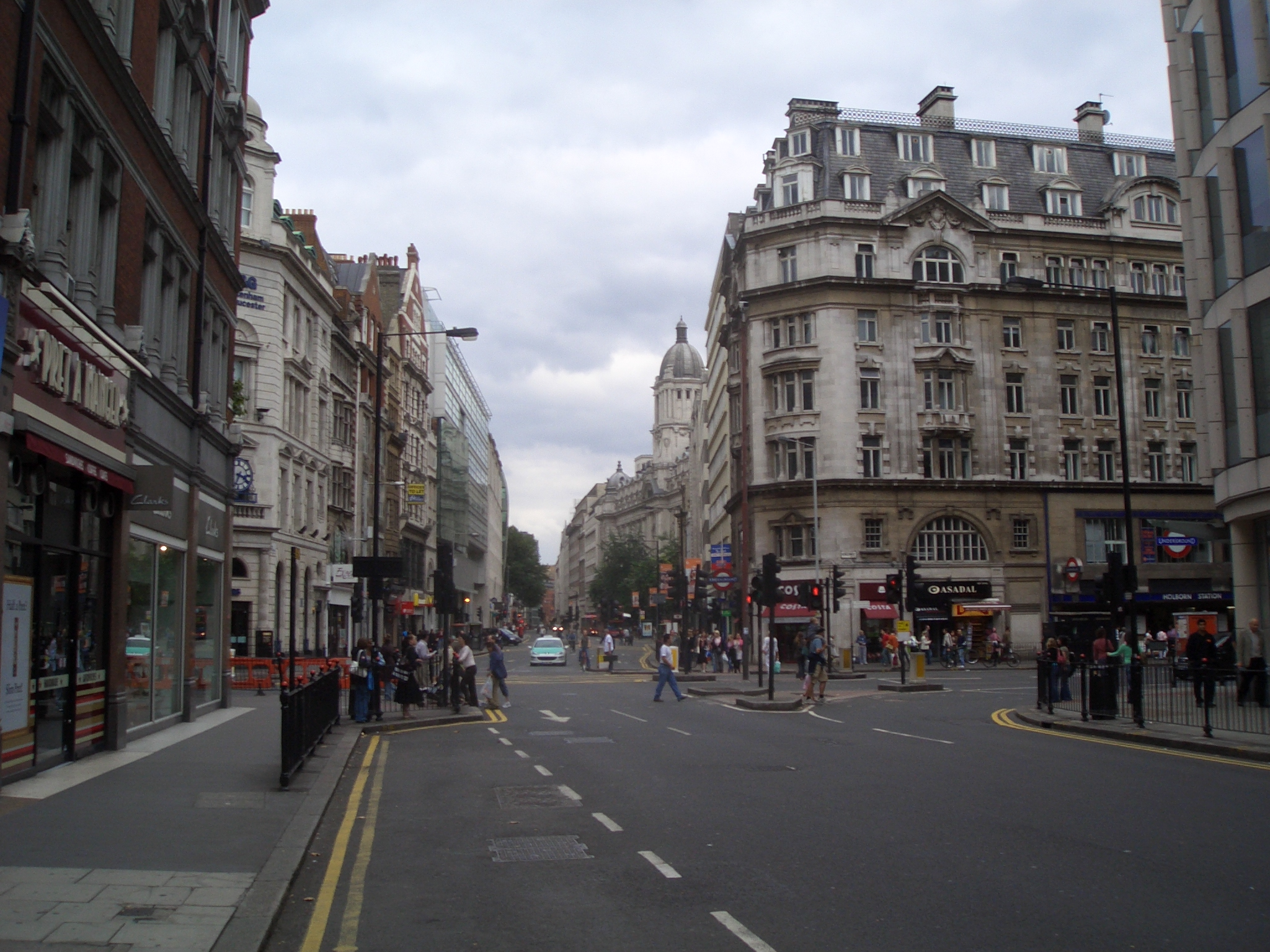
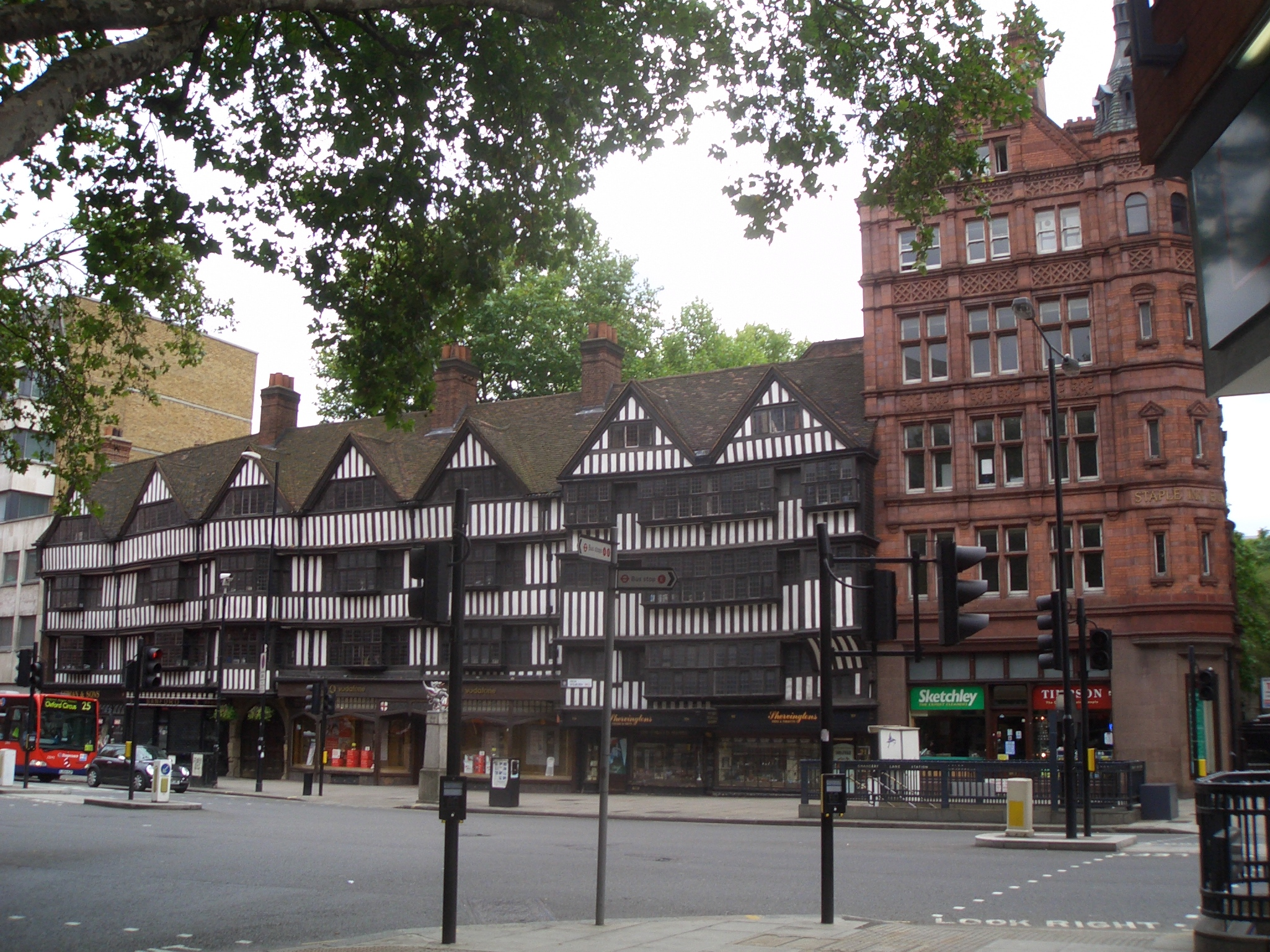
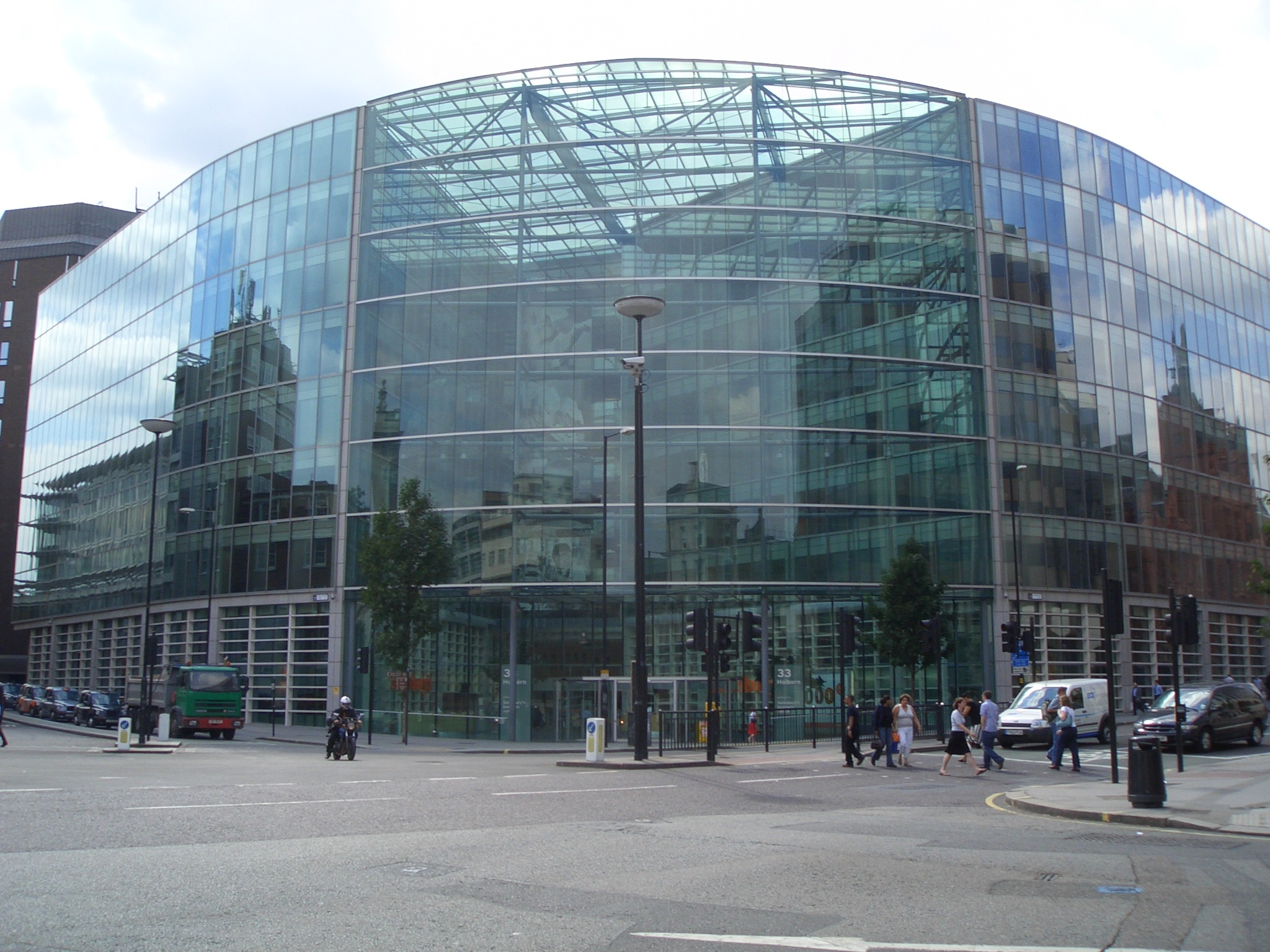

## أعلام
- ألفرد ماركس
- ويليام غيلبرت
- جيمس بتلر
- آن رادكليف
- تيري ماكويد
- إيريك مورلي
- ويليام والتون
- جيمس أغيت